# Stazione di Torricella
La stazione di Torricella è una stazione ferroviaria posta sulla linea Terontola-Foligno. Serve la frazione di Torricella, nel comune di Magione.
Da dicembre 2016 nessun treno vi effettua più fermata; da dicembre 2017 essa viene ripristinata al servizio viaggiatori con la reintroduzione delle tre corse.